# 博学胡同
博学胡同，是位于中国北京市西城区的一条胡同。

## 简介
博学胡同位于北京市西城区中部。原先为南北曲折走向，南起枣林大院，北端东折到府右街，全长348米，平均宽度4米。因为清朝内务府营造司所属的饽饽房（即甜食房）设在此处，故该胡同清朝称“饽饽房”。1965年北京市整顿地名，将北部的“西盔头作”并入，统一改称博学胡同。西盔头作位于饽饽房北部，因制作军用盔头的作坊在此而得名。直到2000年代，博学胡同内还保留着中式模砖对缝古建门楼、金柱大门、蛮子门、如意门等四合院建筑，但因缺乏维护，当时胡同内老、旧、危房屋已占全部房屋的70％以上。2006年7月，西城区先后启动了博学胡同、温家街、苏罗卜胡同这三条胡同的整治工程，总长度711米，使用古建筑施工技法及古建筑材料翻建房屋，并改造基础设施，同年全部完工。
枣林大院为南北曲折走向，南到灵境胡同，北到博学胡同。全长203米，平均宽度4米。清朝称“枣林”，以树得名。中华民国时期改称“枣林街”，又称“枣林大院”。
2010年，北京市土地储备整理中心西城区分中心经北京市西城区房屋管理局《拆迁许可证》（京建西拆许字〔2010〕第122号）批准，在北京市西城区进行西城旧城保护和居民住房改善工程项目一区至四区拆迁建设，2010年11月19日正式启动拆迁工作，各区拆迁范围内的胡同包括：
- 一区（西黄城根南街、图样山胡同一带）：图样山胡同、西黄城根南街、石板房胡同、后达西巷、后达里胡同。
- 二区（互助巷、图样山胡同一带）：图样山胡同、后达东巷、后达里胡同、互助巷。
- 三区（南红门、互助巷一带）：南红门胡同、东红门胡同、互助巷、西椅子胡同。
- 四区（博学胡同、西椅子胡同一带）：西椅子胡同、博学胡同、互助巷、南红门胡同[4]。

博学胡同由此被全部拆除。
2017年，北京市规划和国土资源管理委员会对7条新路进行了命名，被称为“1号道路”的是东到府右街，西到西黄城根南街一条370米长的路。因位于原博学胡同附近，遵循“符合历史，照顾习惯，体现规划，好找好记”的命名原则，将该路命名为“博学胡同”，该路仍属胡同等级，路面较窄，无路牌。新的博学胡同1号是中共中央办公厅秘书局。